# ورزشگاه مرشان
ورزشگاه مرشان یک ورزشگاه چند منظوره در طنجه، مراکش است که بیشتر برای مسابقات فوتبال استفاده می‌شود و قبلاً زمین خانگی اتحاد طنجه بود. این ورزشگاه ۱۴٬۰۰۰ نفر گنجایش دارد. با این حال پس از اتمام ساخت و ساز دوم، توسط ورزشگاه ابن بطوطه جایگزین شد.